# Sobrado Azulejado
O Sobrado Azulejado, mais conhecido como Casarão dos Azulejos Azuis, é um edifício de origem comercial terminado entre o fim do século XIX e os primeiros anos do século XX em Salvador, Bahia, Brasil. Está localizado no bairro Comércio na Praça Cayru, uma praça pública, próximo ao Mercado Modelo, um mercado público. O prédio é todo envidraçado em azulejo; todos os azulejos do edifício foram fabricados em Portugal. A estrutura foi tombada pelo Instituto do Patrimônio Histórico e Artístico Nacional pelo Instituto do Patrimônio Histórico e Artístico Nacional (IPHAN) em 1969. Udo Knoff, pesquisador em cerâmica, chamou a edificação de "o prédio mais azulejado" na Bahia.

## História
O Sobrado Azulejado foi construído por volta do final do século XIX, dedicado aos negócios do Porto de Salvador. Em 1935 era sede do Escritório do Plano de Urbanismo da Cidade do Salvador (EPUCS). O edifício foi vendido em junho de 1949 e a EPUCS foi transferida para outro local da cidade. Em 1987, o proprietário do edifício foi listado como Abdala Gaid.
Foi tombado como estrutura histórica pelo Instituto do Patrimônio Histórico e Artístico Nacional em 1969. Está listado no Processo 717-T, inscrição no. 417. A diretiva é datada de 30 de agosto de 1969.
A rede de hotéis Hilton tentou construir um hotel no Comércio. Uma petição ao governo do estado em 2015 solicitou a desapropriação e demolição do Sobrado Azulejado e de seis outras estruturas históricas do bairro para a construção de um arranha-céu. O plano foi apoiado por João Henrique Carneiro, Prefeito de Salvador de 2005 a 2013. Chegou-se a um acordo que o hotel iria demolir todas as partes da estrutura, mas manter e restaurar a fachada. O status do plano do hotel Hilton entrou no limbo em 2013, quando Carneiro deixou o cargo, juntamente com o posterior litígio sobre o plano.
Em 2015, pelo decreto que tornou público o bem (primeira etapa de desapropriação) publicado no Diário Oficial do Município (DOM), sete imóveis da região — incluindo o sobrado — serão utilizados como equipamentos do Museu da Música e do Público Arquivo da cidade. A propriedade do Sobrado Azulejado permaneceu em litígio em 2015; dois proprietários não identificados reivindicam a propriedade e seu status permanece indeterminado.

## Estrutura
A estrutura é de alvenaria e é composta por quatro pisos com cobertura em telha. É construído no estilo eclético. A fachada do edifício é revestida a azulejos azuis e brancos fabricados em Portugal. O edifício tem 20 portas e 70 janelas e cobre 463,51 metros quadrados. Cada uma das janelas está enquadrada em azulejos.
No Sobrado Azulejado, foram realizadas obras de restauração entre 1970 e 1973 para estabilizar o edifício. A fachada de azulejo foi preservada, mas o interior do edifício foi significativamente alterado com a utilização de lajes de betão para estabilizar o edifício. O edifício está constantemente degradado desde o projeto de estabilização. 60% do telhado desabou em 2017.

## Azulejos

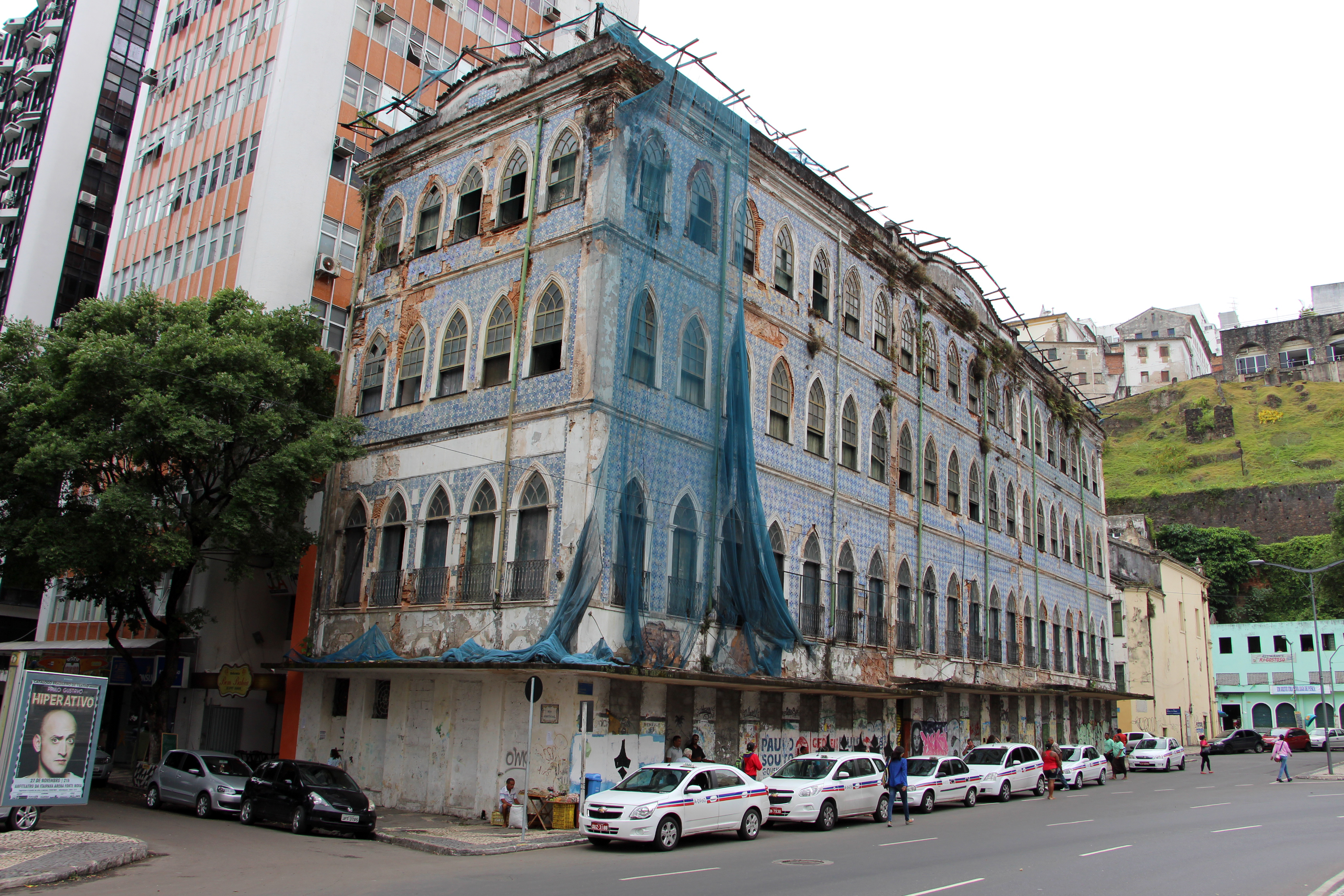
Azulejos industrializados do fim do século XIX na fachada do edifício. Embora conhecido como "sobrado", o prédio tem origem comercial.

Os edifícios totalmente revestidos a azulejos encontram-se tanto em Portugal como no Brasil, e na arquitetura religiosa e doméstica. A Capela das Almas em Porto, Portugal, é um exemplo antigo e bem preservado de edifício envidraçado por azulejo; em Salvador, sobrados semelhantes foram construídos na Ladeira dos Aflitos, Boqueirão e Soledade. Os azulejos do Sobrado Azulejado são de dois tipos gerais, ambos brancos com desenho em azul. Os que estão ao redor da janela estão na técnica de pintura em negativo, que se originou na Bélgica no século XVII. Eles medem 14 centímetros quadrados. As que cobrem a maior parte da fachada são do tipo "a renda", um tipo simétrico possivelmente influenciado pelo design de Coimbra, Portugal. Os ladrilhos "a renda" medem 13 centímetros quadrados.